# Irina Fomina
Irina Fomina (rus. Ирина Фомина; ur. 30 kwietnia 1980 w Krasnowiszersku) – rosyjska biathlonistka, mistrzyni i wicemistrzyni świata juniorów z 2000 roku. W swoim dorobku ma również złoto, srebro i brąz mistrzostw Europy juniorów z tego samego roku.

## Osiągnięcia

### Mistrzostwa Świata Juniorów
| Rok  | Miejsce    | IN | SP | PU | MS | RL |
| 1999 | Pokljuka   | 15 |    |    |    |    |
| 2000 | Hochfilzen | 1  | 5  | 6  |    | 2  |

### Mistrzostwa Europy Juniorów
| Rok  | Miejsce  | IN | SP | PU | MS | RL |
| 2000 | Zakopane | 7  | 2  | 3  |    | 1  |

IN – bieg indywidualny, SP – sprint, PU – bieg pościgowy, MS – bieg ze startu wspólnego, RL – sztafeta